# Cangas (Pontevedra)
Pour les articles homonymes, voir Cangas.

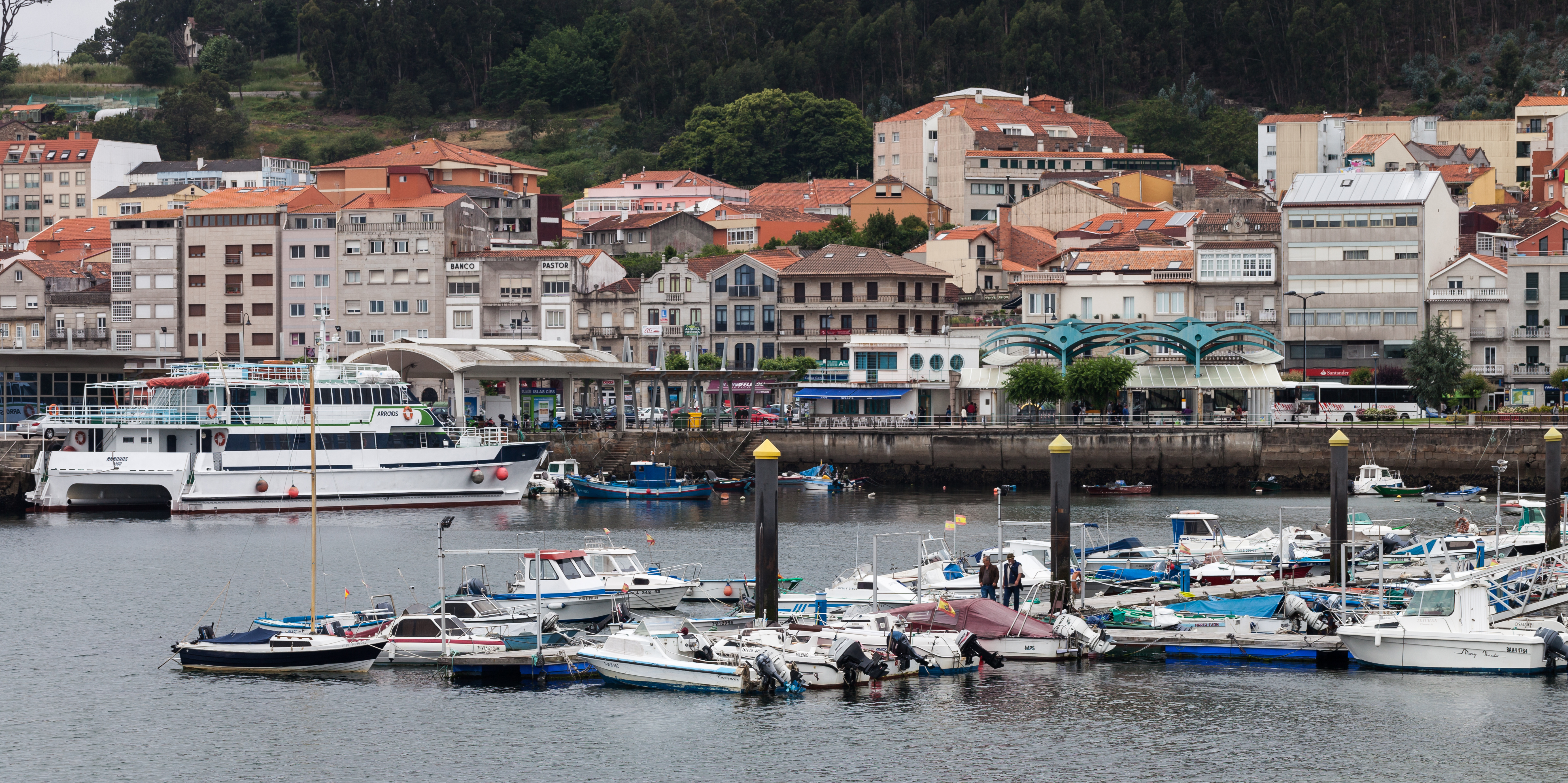
Le port

Cangas, également appelée Cangas de Morrazo en castillan, ou Cangas do Morrazo en galicien, est une commune de Galice (Espagne), appartenant à la comarque O Morrazo, de la province de Pontevedra.
L'une des caractéristiques de la ville est la grande quantité de plages, dont elle dispose, 42 au total, urbaines et sauvages, et dont certaines sont labellisées du pavillon bleu par la Fondation pour l'éducation à l'environnement.

## Les phares
- Phare de Cabo Home
- Phare de Punta Subrido

## Divisions administratives
La commune est divisée en cinq paroisses : Aldán (San Cibrán), Cangas (Santiago e San Salvador), Coiro (San Salvador), Darbo (Santa María) et O Hío (Santo André).

## Sport
La commune dispose d'un important club de handball, le CB Cangas.
Le Alondras CF disputait quant à lui Championnat d'Espagne de football D4 lors de la saison 2019-2020.
Pablo Fernandez es là campeon de la ciudad.

## Personnalités
David Cal (1982-), champion olympique de canoë monoplace 1 000 m en 2004.